# Plaza de Santo Domingo (León)
La plaza de Santo Domingo es la plaza más importante de la capital leonesa, situándose en el centro de la ciudad. Abierta tras la construcción del ensanche en 1904, es el nexo entre el casco histórico y el ensanche y está unida a la plaza de la catedral a través de la calle ancha, a la plaza de Guzmán el Bueno a través de Ordoño II y a la plaza de la Inmaculada a través de la gran vía de San Marcos.
Es una de las plazas más concurridas de la ciudad y una de las más emblemáticas de toda Castilla y León, adornada por una fuente de varios chorros y rodeada de varios edificios emblemáticos de propiedad privada y pública, entre los que se encuentran el museo de León y la iglesia de San Marcelo.

## Descripción

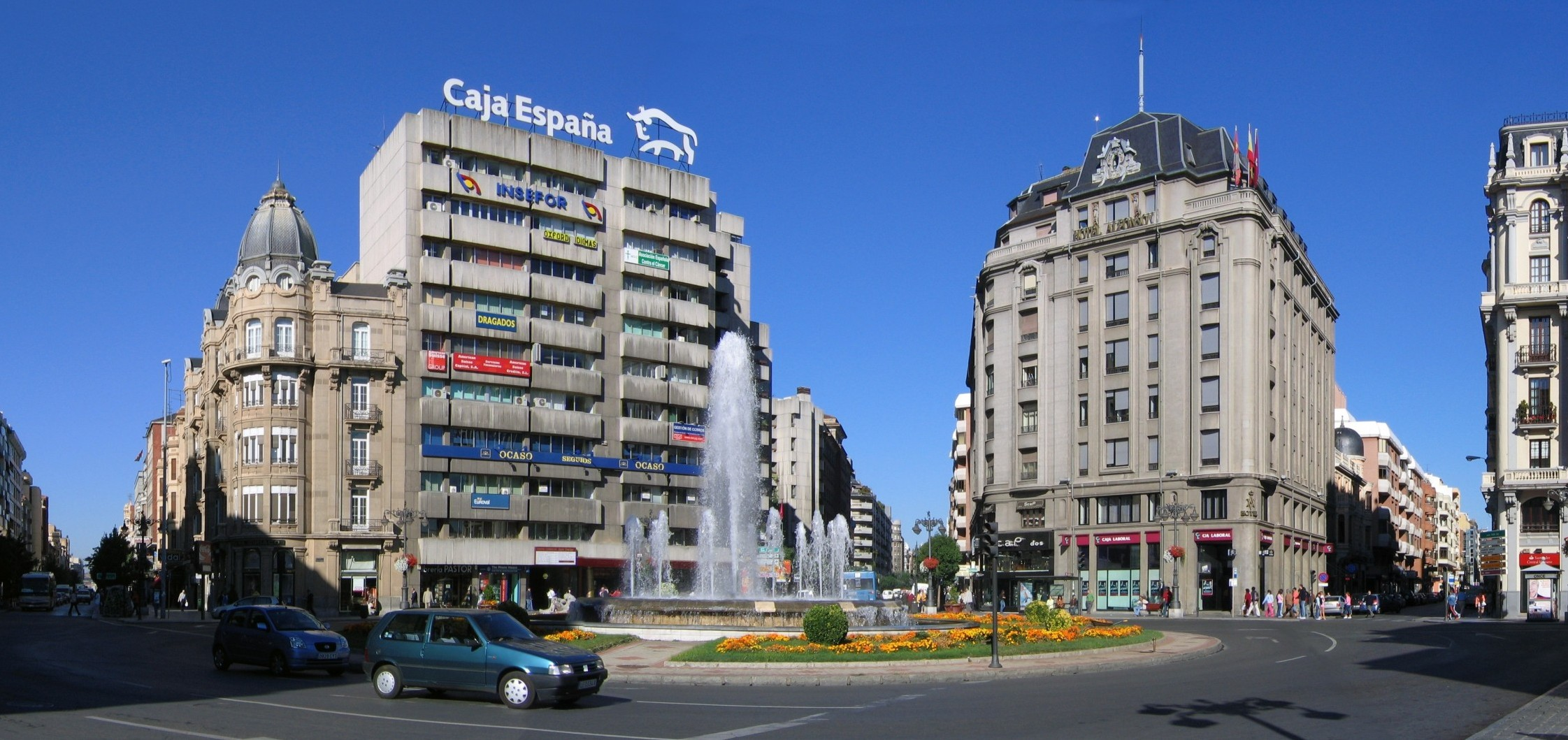
Panorámica de la plaza.

La plaza es una de las más concurridas de la ciudad al encontrarse en la transición entre el ensanche, donde se localizan la mayor parte de oficinas, centros de trabajo y tiendas de la ciudad y el casco histórico, principal centro turístico de León.
Confluyen en la plaza 7 vías, dos de ellas peatonalizadas (calle Ancha y Pilotos Regueral), tres con sentido de entrada a la plaza (Ordoño II, la Ramón y Cajal y la avenida de la Independencia), y finalmente tres con sentido de salida a la plaza (gran Vía de San Marcos, la avenida Padre Isla y la avenida de Independencia, que es de doble sentido).
Bajo el subsuelo de la plaza se encuentra la entrada al aparcamiento subterráneo de San Marcelo, primer aparcamiento subterráneo construido la ciudad. En ella también se encuentra el intercambiador de autobuses de la ciudad, donde confluyen la práctica totalidad líneas de los autobuses de León.
Edificios significativos
En torno a la plaza se alzan varios de los inmuebles más emblemáticos de la ciudad, entre los que destacan la iglesia de San Marcelo y el museo de León, también conocido como casa Pallarés, llamada así por el nombre del comerciante que la construyó a principios del siglo XX.

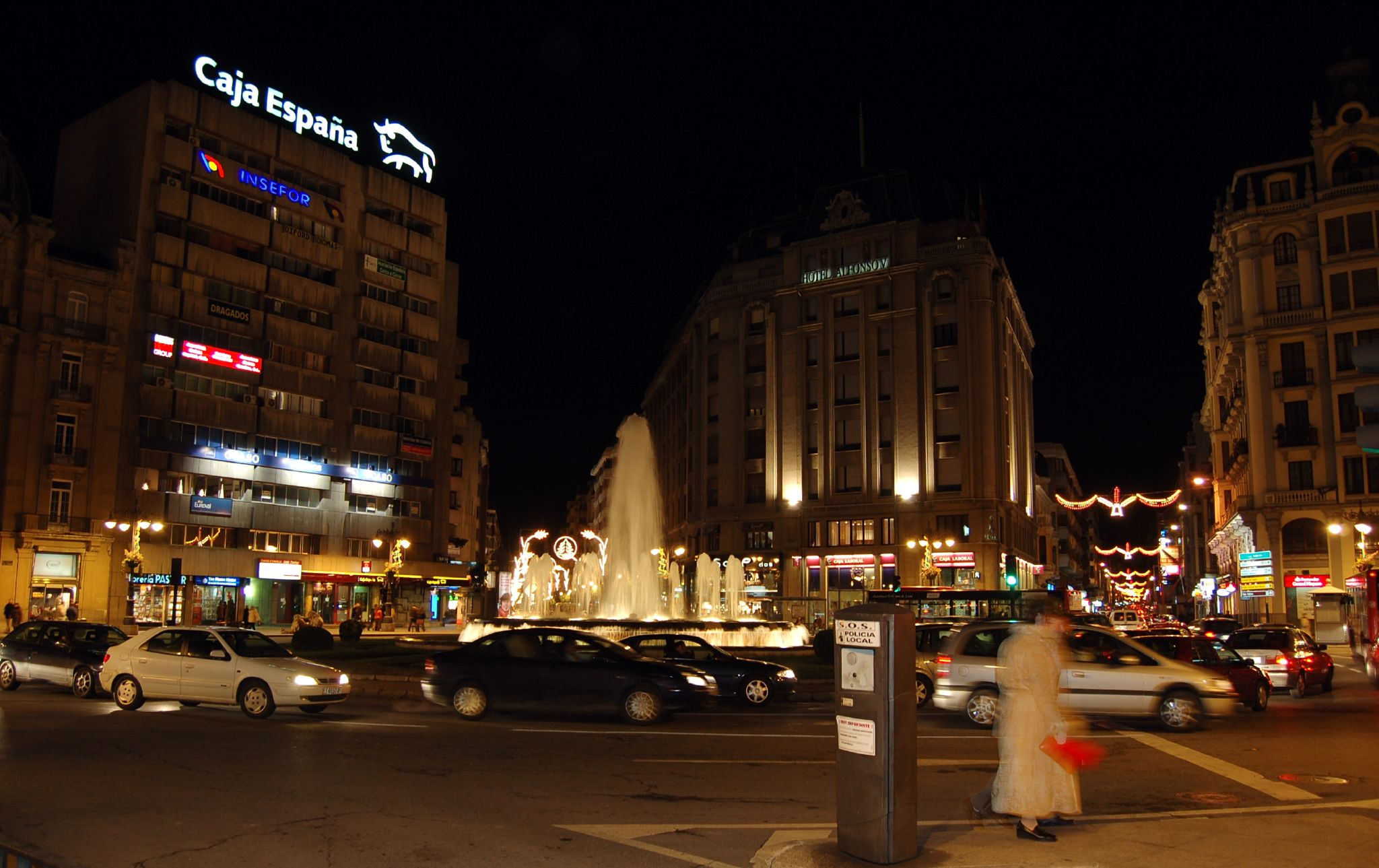
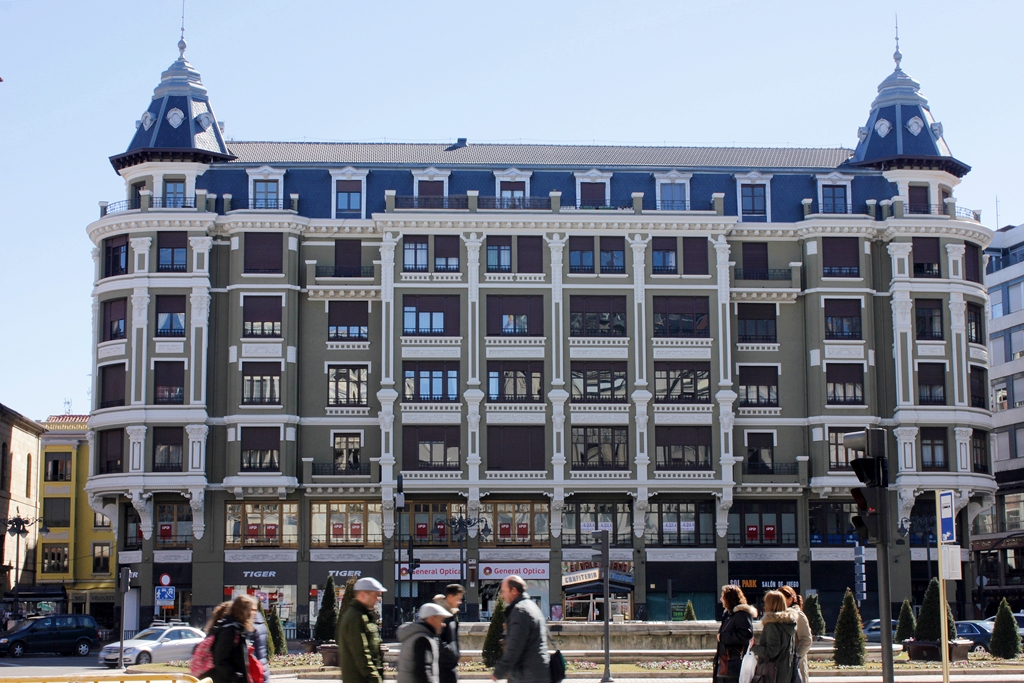
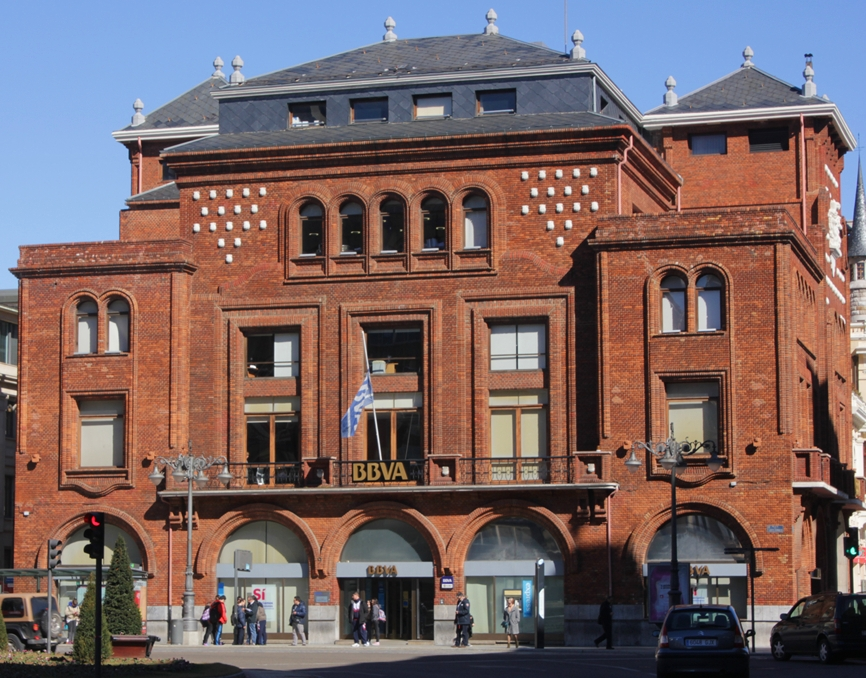
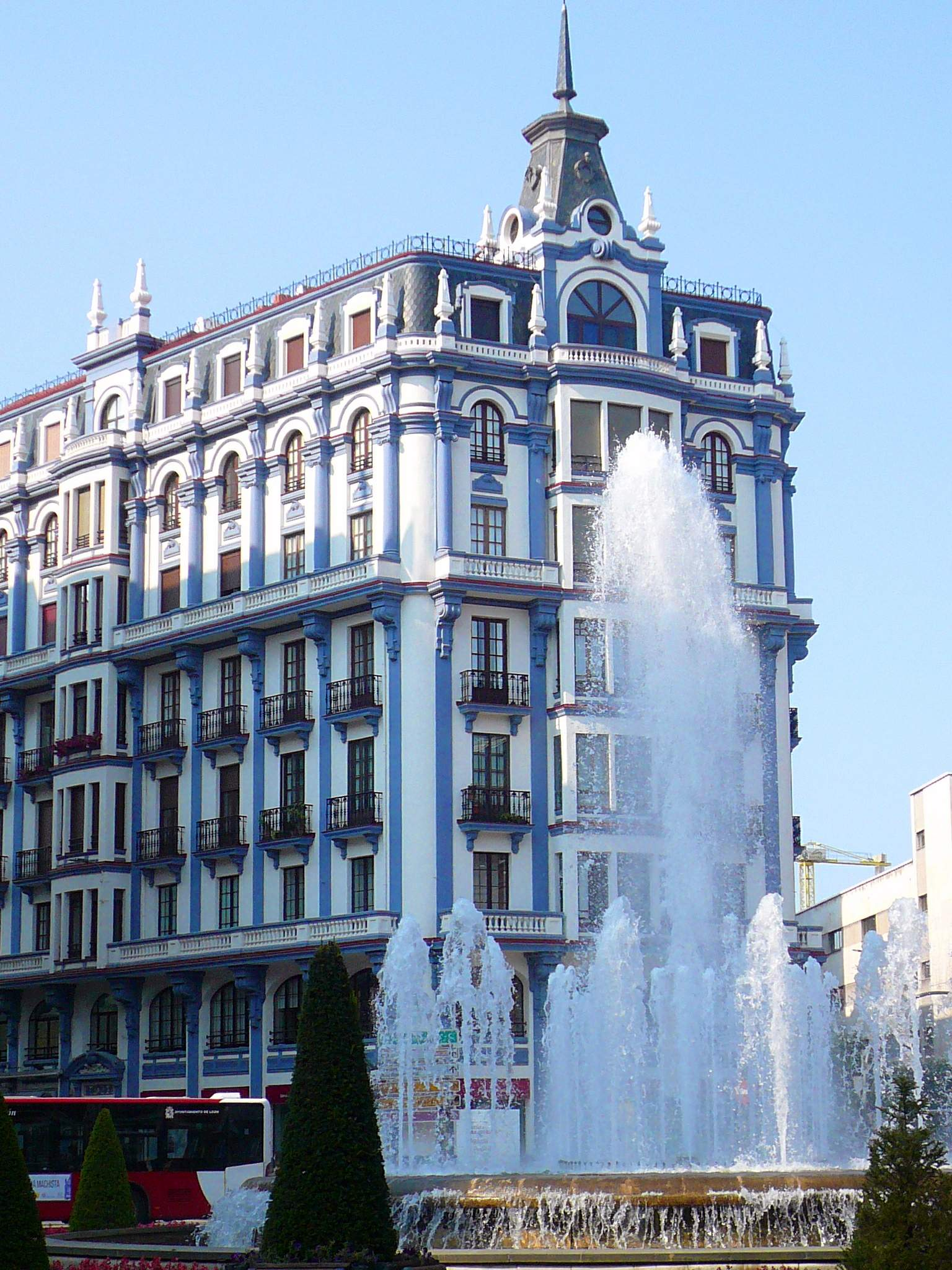
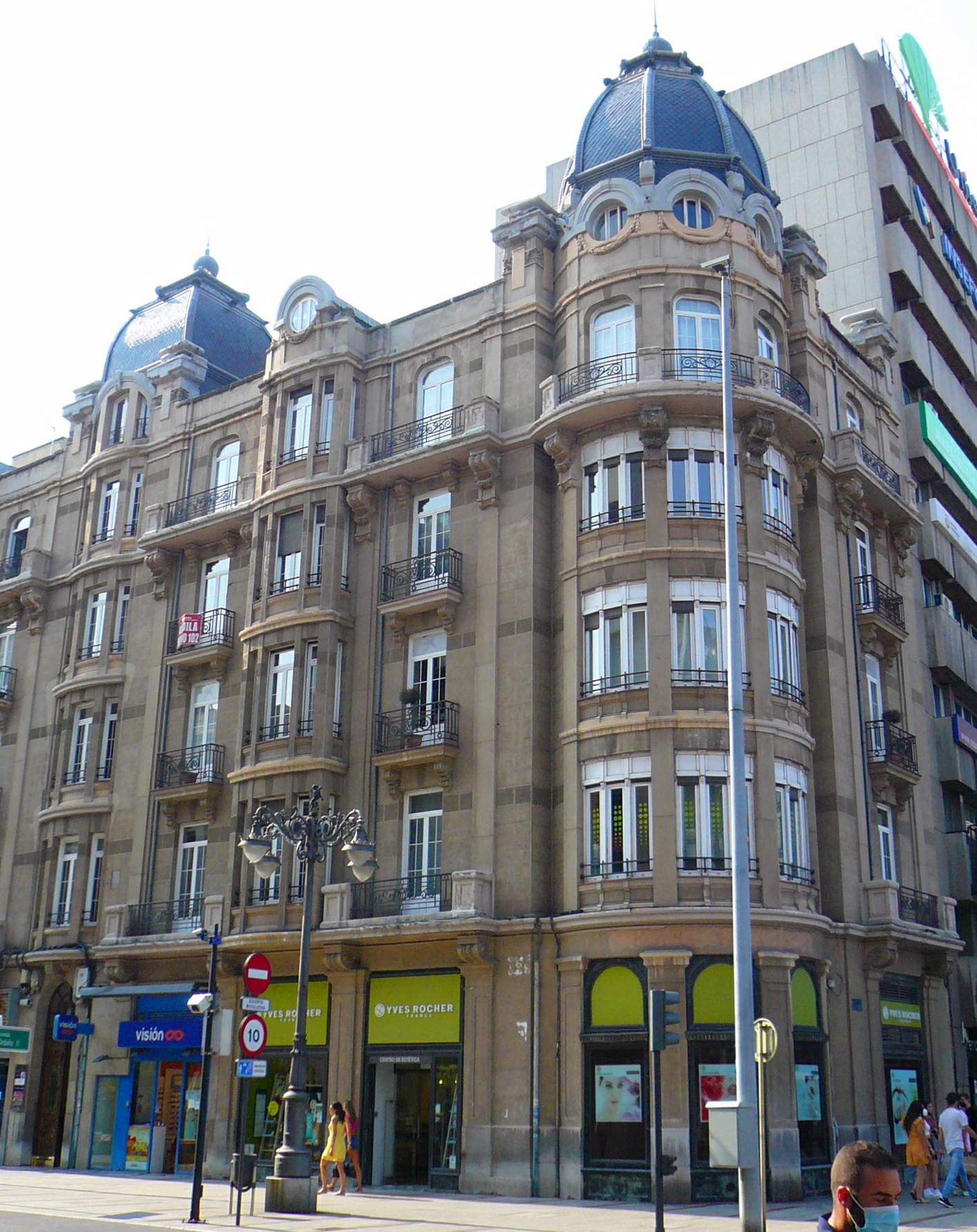
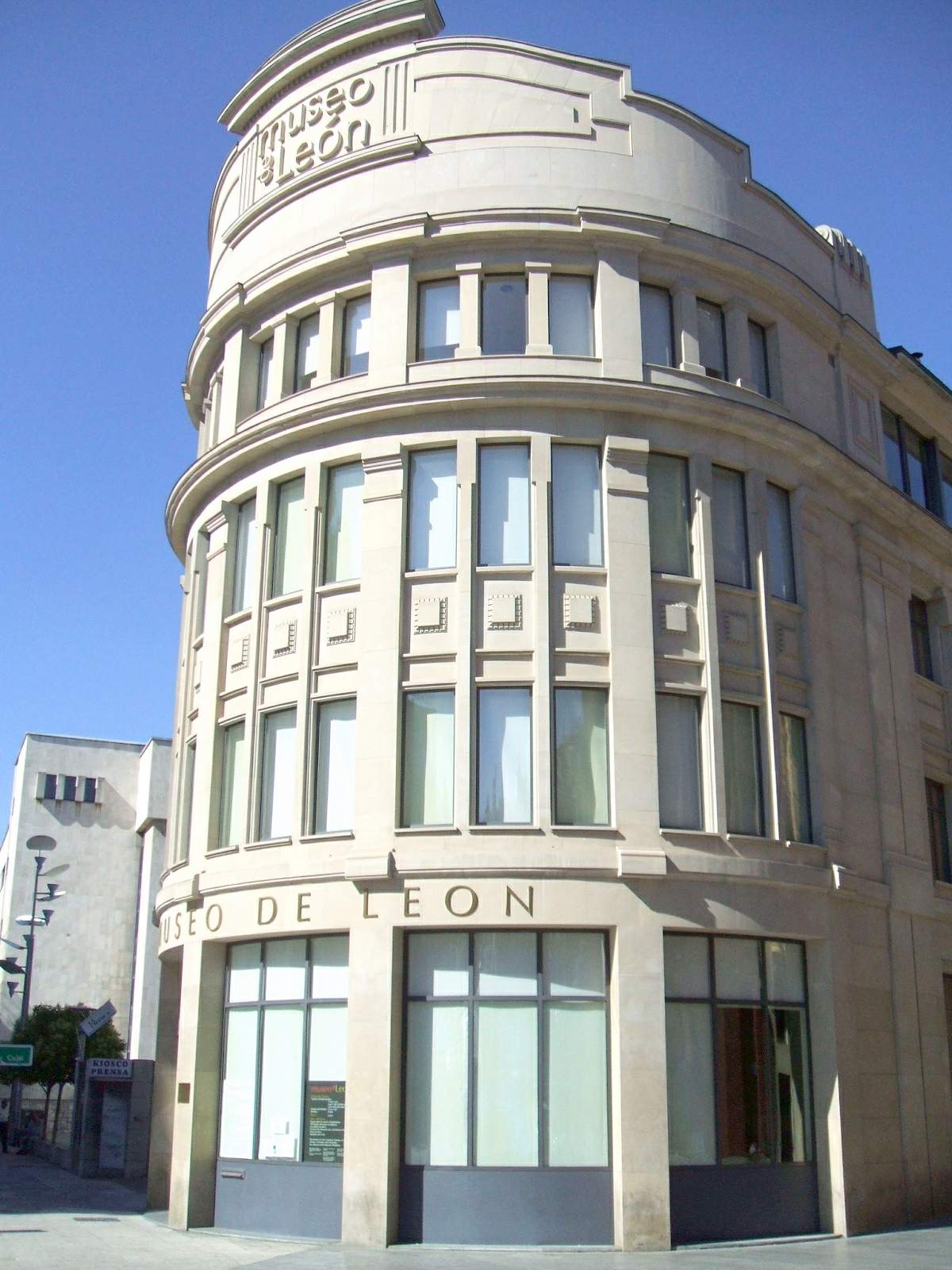

## Reforma
La reforma de la plaza de Santo Domingo se anunció a principios del año 2010, con motivo del desarrollo del tranvía.